# Módis László (szemsebész)
Módis László (Debrecen, 1964. május 28.–) magyar orvos, szemsebész, egyetemi docens. Orvosi munkássága mellett a Debreceni Lions Cornea Bank (szaruhártya bank) vezetője. Az MTA doktora, Módis László anatómus és Süveges Ildikó szemész fia. Két gyermeke van: László és Márton.

## Szakmai pályafutása
Egyetemi tanulmányait Szegeden, a Szent-Györgyi Albert Orvostudományi Egyetem általános orvosi karán fejezte be 1989-ben. A Debreceni Orvostudományi Egyetem Szemészeti Klinikáján 1993-ban szemész szakorvosi, majd 1994-ben szemész kontaktológusi képesítést szerzett.
Tudományos fokozatot a Debreceni Orvostudományi Egyetemen szerzett az „Újabb klinikai és pathomorfológiai adatok a szem elülső szegmentumáról” (klinikai epidemiológia) című témakörben 1997-ben. (10/1994-97)

## Szakterületei, kutatásai
- A szemfelszínbetegségek diagnosztikája és terápiája: impressziós citológia, terápiás kontaktlencsék, amnion membrán transzplantáció.
- Elülső szegmentum korszerű képalkotó diagnosztikája: cornea-topográfia, 3D topográfia, ultrahang, spekulár mikroszkópia.
- Szaruhártya-átültetés, a transzplantáció immunológiai vonatkozásai.
- Cornea-konzerválás aktuális kérdései.
- Szaruhártya-betegségek hisztológiája, klinikopatológiája.
- Szürkehályog-sebészet (phacoemulsificatio).
- Vitreoretinális sebészet, varrat nélküli vitrektómia (23G, 25G technikák).

## Szervezeti tagságai
- Magyar Szemorvostársaság,[5] 1989
- Magyar Kontaktológiai Társaság, 1995-től, vezetőségi tag 2002-től
- European Contact Lens Society of Ophthalmologists, 1996-tól
- American Society of Cataract and Refractive Surgery, 1998-tól[6]
- Magyar Szemorvos Társaság, vezetőségi tag 2004 óta
- A Magyar Tudományos Akadémia doktora, 2012

## Konferenciák
- VI. Ametrópiai Kongresszus Archiválva 2014. október 14-i dátummal a Wayback Machine-ben, 2010. szeptember 24-26.

## Díjak
- Magyar Szemorvostársaság (MSZT), március 15. tiszteletére (35 éven aluliak részére kiírt) tudományos pályázat, első helyezés (1990, 1994)
- MSZT Kongresszusa, 35 éven aluli előadói díj, első helyezés (1992, 1997)
- Debreceni Egyetem, „Oláhné Mezei Róza” fiatal kutatói díjazás (1994)
- Száraz szem (Sicca Award) kutatási pályázat, I. díj, témavezető (2004)
- Magyar Tudományos Akadémia, Bolyai János Kutatási Ösztöndíj Kuratóriuma, Elismerő Oklevele (2005)
- Debreceni Egyetem Rektorának Elismerő Oklevele (2005)
- Magyar Köztársaság Külügyminisztériuma Köszönő Oklevele, a Nemzetközi Fejlesztési Együttműködés keretében a Szarajevói Szemklinika munkatársainak a szaruhártya-átültetés területén nyújtott segítségéért (2005)

## Publikációk
- Dr. Módis László, egyetemi docens: A száraz szemről – Gyakorló háziorvosoknak
- Dr. Módis László publikációinak listája Archiválva 2011. május 15-i dátummal a Wayback Machine-ben
- Módis László közleményjegyzéke